# Kościół św. Józefa Robotnika w Opolu-Wrzoskach
Kościół św. Józefa Robotnika – rzymskokatolicki kościół parafialny położony przy ulicy Wrocławskiej 61 w Opolu-Wrzoskach. Świątynia należy do parafii św. Józefa Robotnika w Opolu-Wrzoskach w dekanacie Opole-Szczepanowice, diecezji opolskiej.

## Historia kościoła
Kościół został wybudowany w latach 1982–1988.